# Будников Олександр Гаврилович
Олекса́ндр Гаври́лович Бу́дников (25 серпня 1914, Верхній Баскунчак — 23 грудня 1982, Київ) — український живописець, заслужений діяч мистецтв УРСР (1968), професор Київського художнього інституту, член Союзу художників СРСР, кандидат мистецтвознавства, професор.

## Життєпис
Народився 25 серпня 1914 року в смт Верхній Баскунчак.

Могила Олександра Будникова, Байкове кладовище

Протягом 1933—1938 років навчався в Сталінградському училищі. Пізніше продовжив навчання в Харківському художньому інституті (1939—1941) в студії М.Самокиша, та Київському художньому інституті (закінчив навчання в 1947).
Працював у галузі станкового живопису. Серед його робіт, зокрема, картини:
- 1944 — «Руїни Тернополя»,
- «Форсування Дніпра»,
- «Канів. Вид на могилу Т. Г. Шевченка»,
- «На Капрі».

В Луганському обласному художньому музеї зберігаються «Вулиця Нотердаму» та «Ранок в місті»
Серед його учнів — Олександр Волненко, Микола Пасічник, Ніна Марченко.
Син — художник Володимир Будников (нар. 1947), заслужений діяч мистецтв України.
Помер на 69-му році життя 23 грудня 1982 року. Похований на Байковому кладовищі разом з дружиною (ділянка № 50, 50°25′17.69″ пн. ш. 30°30′24.11″ сх. д. / 50.4215806° пн. ш. 30.5066972° сх. д.).